# Hongseong-gun
Hongseong-gun (hangul 홍성군, hanja 洪城郡) är en landskommun (gun) i den sydkoreanska provinsen Södra Chungcheong. Kommunen har 102 458 invånare (2020). 
Administrativ huvudort för kommunen och dess största ort är köpingen Hongseong-eup. I köpingen Hongbuk-eup ligger den centrala administrationen för provinsen Södra Chungcheong, vilket gör kommunen till "huvudstad" för provinsen.
Förutom Hongseong-eup och Hongbuk-eup finns i kommunen ytterligare en köping, Gwangcheon-eup samt åtta socknar:
Eunha-myeon,
Galsan-myeon,
Geumma-myeon,
Guhang-myeon,
Gyeolseong-myeon,
Hongdong-myeon,
Janggok-myeon och
Seobu-myeon.